# حنقلان إيفانسي
حنقلان إيفانسي (الاسم العلمي:Euryops evansii) هو نوع من النباتات يتبع جنس الحنقلان من الفصيلة النجمية.